# 만수대예술단
만수대예술단(萬壽臺藝術團, 영어: Mansudae Art Troupe)은 조선민주주의인민공화국의 대표적인 공연 예술 단체이다.
1946년 평양가무단이라는 이름으로 설립되었다. 1969년 김정일의 지시에 따라 재조직하고 현재의 이름으로 개칭했다. 평양의 예술단 중 유일하게 조선로동당의 주관 하에 활동하고 있고, 다른 예술단이나 가극단들과 마찬가지로 무대작품 공연에 필요한 관현악단과 합창단, 무용단, 독창자, 독주자, 작가, 무대연출가 등이 모두 단원으로 포함되어 있다.
하지만 정식 단원의 숫자는 100여 명 안팎으로 적은 편이며, 대규모 공연 때는 피바다가극단이나 조선국립교향악단, 국립민족예술단, 조선인민군협주단 등 타 단체의 도움을 받고 있다. 1973년에 김일성훈장을 수여받았고, 1976년에는 새로 건립된 만수대예술극장의 상주 단체가 되었다.
단원들 대부분이 인민배우와 공훈배우, 인민예술가와 공훈예술가 등의 칭호를 수여받았고, 2000년 조선국립교향악단 서울 공연에 테너 리영욱과 베이스 허광수가 동행해 공연하기도 했다. 이외에 차이콥스키 콩쿨 입상자인 소프라노 조혜경과 카라얀 지휘 콩쿨 입상자인 김일진, 여성 지휘자인 조정림 등이 유명하다.
대표적인 공연 작품으로는 혁명가극 '꽃파는 처녀' 와 음악무용이야기 '락원의 노래', 4대 무용 작품으로 손꼽히는 '조국의 진달래', '키춤', '사과풍년', '눈이 내린다', 남성 4중창단과 여성민요 4중창단의 중창곡, 경음악, 관현악과 합창, 민족기악중주 등 여러 장르에 걸쳐 있다.
일본(1973)과 중국(1998)을 비롯해 세계 각국에서 공연했고, 2001년에 '꽃파는 처녀' 가 누적 공연횟수 1300회를 달성했다. 북한 내에서는 당 창건일이나 지도자 탄생일 등의 축하 공연 등에서 중심 역할을 맡고 있다. 현재 주요 공연장은 동평양대극장이다. 북한 음반사인 '광명음악사'에서 독자적인 시리즈의 CD를 발매하고 있다.
예술단 산하의 연주 단체로 약 30명 규모의 소규모 실내악단인 여성기악중주단이 있는데, 1979년에 공훈여성기악중주단으로 개칭되었으나 2009년 1월 다시 만수대예술단 삼지연악단으로 새롭게 창단되었다. 북한 창작 소품을 위주로 리스트나 마스네 등의 서양 작품들도 공연하고 있으며, 공연 때는 지휘자 없이 연주하지만 김일진 등 예술단 소속 지휘자들이 연습을 지도하고 있다. 2000년 6·15 남북 공동선언 당시 만찬장에서 연주를 맡아 언론에 소개되기도 하였다.

## 같이 보기
- 만수대창작사
- 만수대 텔레비죤